# Лисичье (Хмельницкая область)
Лисичье (укр. Лисиче) — село в Славутском районе Хмельницкой области Украины.
Население по переписи 2001 года составляло 561 человек. Почтовый индекс — 30061. Телефонный код — 3842. Занимает площадь 2,43 км². Код КОАТУУ — 6823984701.

## Местный совет
30061, Хмельницкая обл., Славутский р-н, с. Лисичье